# Fédération Tahitienne de Football
Die Fédération Tahitienne de Football (FTF) ist der Fußballverband des französischen Überseegebietes Französisch-Polynesien und wurde 1989 gegründet. Der Verband trat ein Jahr später der FIFA sowie dem OFC bei. Der Hauptsitz liegt in der Stadt Pirae auf Tahiti.